# Дослідницький кластер відмінності «Азія та Європа у глобальному контексті»
Дослідницький кластер «Азія та Європа у глобальному контексті. Змінюючи асимерії у культурних потоках» — це інтердисциплінарний проект, у якому задіяно близько двохсот науковців гуманітарних та суспільних наук, що знаходиться при Гейдельберзькому університеті, Німеччина.

## Загальна інформація
Кластер розпочав свою роботу в жовтні 2007-го року в рамках Ініціатив Підтримки Передових Досліджень Федерального уряду Німеччини. Близько двохсот науковців досліджують динаміку культурних взаємодій між Азією та Європою, а також всередині Азії. Тематика наукового аналізу охоплює тривкі та змінні асиметрії у культурних, соціальних та політичних взаємодіях, а також потенціали культурного обміну.
Мета кластера — розвинути науковий підхід та інституційні структури, необхідні для такого вивчення культури, що враховує важливість транскультурних взаємозв'язків. Дослідження кластера охоплюють динаміку історичних та сучасних культурних взаємодій, виражену у концепціях, інституціях та практиках, або у засобах масової інформації, предметах чи персоналіях; а також конкретні приклади таких взаємодій між Азією та Європою.
Кластер розташований у Центрі передових транскультурних студій імені Карла Ясперса при університеті Хайдельберга, та має відділення з офісом у Нью Делі, Індія. Кластером керує Директорат на чолі з Мадлен Херрен-Ош (новітня історія), Акселем Міхаельсом (класична індологія), та Рудольфом Ґ. Ваґнером (китаїстика).

## Дослідження
Більше сімдесяти дослідницьких проектів Кластера зосереджені навколо чотирьох загальних дослідницьких напрямів: «Урядування й Адміністрація», «Суспільні Сфери», «Здоров'я та Довкілля» і «Історичність і Спадщина». П'ять спеціально заснованих для Кластера професур за темами Буддійські студії, Культурна Економічна Історія, Глобальна Історія Мистецтва, Інтелектуальна Історія та Візуальна і Медія-Антропологія поглиблюють експертизу досліджень завдяки спеціалізованому транскультурному науковому профілю.
Центр «Дослідницької Архітектури Хайдельберга» надає систему організації даних, необхідну для забезпечення прозорості та структурованості транскультурних відносин, що досліджуються.
Результати досліджень регулярно публікуються у міжнародних журналах та наукових серіях. Для того, щоб об'єднати публікації з досліджень транскультурної тематики, у Кластері було започатковано дві наукові серії: «Транскульурні дослідження: гейдельберзькі студії Азії та Європи у глобальному контексті», та «Транскульурні студії Гейдельберга», а також електронний журнал «Транскультурні студії». Усі видання рецензуються незалежними зовнішніми експертами.

## Викладацька робота
Для студентів при Кластері була ініційована міжнародна магістерська програма з Транскультурних Студій. У ній поєднується транскультурний фокус та інтердисциплінарний підхід з мовними, історичними і культурними компетенціями, що надаються окремими дисциплінами. Мова викладання — англійська.
Окрім того, Докторська Програма Транскультурних Студій при Кластері пропонує структурований курс підготовки докторантів.